# Saër Sène
Saër Sène (* 4. November 1986 in Saint-Germain-en-Laye) ist ein französischer Fußballspieler.

## Karriere

### Jugendzeit
Aus der Jugendmannschaft von Paris Saint-Germain hervorgegangen, wechselte Saër Sène 2005 nach Étampes zum ortsansässigen und unterklassigen FC Etampes, der von seinem aus Senegal stammenden Vater Oumar Sène trainiert wurde.

### Vereine in Deutschland
Ein im Sommer 2007 bei seinem Onkel in Schorndorf absolvierter Besuch bewog Sène, zu bleiben. Im Juli schloss er sich dem Bezirksligisten SG Schorndorf an. Seine fußballerischen Qualitäten wurden bald erkannt, sodass er lediglich einen Monat bei den Schorndorfern spielte, ehe er von der SG Sonnenhof Großaspach verpflichtet wurde.
Als Angreifer beim baden-württembergischen Oberligisten stand er Gino Russo zunächst nach, avancierte jedoch bald zum Stammspieler. Sein Oberliga-Debüt gab er am 31. August 2007 (4. Spieltag) beim 1:0-Sieg im Heimspiel gegen den SSV Ulm 1846, als er in der 66. Minute für eben jenen Russo eingewechselt wurde. Sein erstes Tor erzielte er in der 89. Minute bei der 2:4-Niederlage beim TSV Crailsheim. Schloss er seine erste Saison mit 21 Einsätzen und vier Toren ab, kam er in der Folgesaison auf 31 Einsätze und 22 Tore, darunter drei Hattricks.
Bei einem Testspiel gegen die zweite Mannschaft des VfB Stuttgart wurde der damalige Co- und spätere Cheftrainer der Stuttgarter, Markus Babbel, auf Sène aufmerksam und äußerte Interesse an seiner Verpflichtung.
Die von der Vereinsführung getroffene Entscheidung, den 1,90 Meter großen Angreifer mit dem starken linken Fuß zunächst weiterhin in Aspach spielen und beobachten zu lassen, nutzte der FC Bayern München für sich und gab am 11. Mai 2009 die Verpflichtung Sènes bekannt.
Ab der Saison 2009/10 gehörte er – mit Vertrag bis 2011 – der zweiten Mannschaft in der 3. Liga an. Die teilweise mit der ersten Mannschaft unter Trainer Louis van Gaal absolvierte Saisonvorbereitung führte zu diversen Testspielen, in denen er zum Einsatz kam, so auch am 29. und 30. Juli 2009 im Rahmen des Audi Cup, einem Vorbereitungsturnier in der Allianz Arena. Im Spiel gegen den AC Mailand steuerte er beim 4:1-Sieg der Münchener einen Treffer bei.
Nachdem Sène in seiner Debütsaison in 37 Drittligaspielen elf Tore erzielt hatte, verletzte er sich am zweiten Spieltag der Spielzeit 2010/11 gegen Wacker Burghausen schwer am Knie und fiel für den Rest der Saison aus. Da aufgrund von Verletzungsproblemen kein weiterer Feldspieler mehr auf der Bank saß, wurde Sène im besagten Spiel durch Ersatztorwart Ferdinand Oswald ersetzt, der eine Rolle im offensiven Mittelfeld einnahm. Im Januar 2012 wurde der Vertrag mit dem FC Bayern München aufgelöst.

### Vereine in den Vereinigten Staaten und England
Im Februar 2012 mit einem Vertrag beim US-amerikanischen Erstligisten New England Revolution ausgestattet, erzielte er im ersten Saisonheimspiel gegen die Portland Timbers den Treffer zum 1:0-Sieg in der ersten Spielminute. 2014 schloss er sich dem Ligakonkurrenten New York Red Bulls an, für den er in fünf Ligaspielen und vier CONCACAF-Champions-League-Spielen zum Einsatz kam; dabei gelang ihm am 26. August 2014 im ersten Gruppenspiel beim 2:0-Sieg im Hinspiel gegen Club Deportivo FAS aus El Salvador mit dem Treffer zum 1:0 in der 10. Minute sein einziges Pflichtspieltor für den Verein. Nach Ende der Saison verpflichtete ihn der englische Zweitligist FC Blackpool, für den er am 10. Januar 2015 beim 1:0-Sieg im Heimspiel gegen den FC Millwall zu seinem einzigen Pflichtspielauftritt kam.

### Rückkehr nach Deutschland / Weggang nach Bulgarien
Am 10. September 2015 kehrte er nach Deutschland zum Drittligisten SV Wehen Wiesbaden zurück, für den er bei seinem Punktspieldebüt am 19. September 2015(9. Spieltag), beim 3:3-Unentschieden im Heimspiel gegen die Stuttgarter Kickers, mit dem Treffer zum Endstand in der Nachspielzeit sein erstes Tor erzielte. Im Dezember 2015 wurde sein Vertrag aufgelöst.
Nach einem halben Jahr ohne Verein wurde er im August 2016 unmittelbar vor dem Saisonstart vom Regionalligisten Stuttgarter Kickers verpflichtet. Vom 5. August (1. Spieltag) bis zum 22. November 2016 (22. Spieltag) bestritt er 16 Punktspiele und erzielte zwei Tore. Sène, kurzfristig seit dem 6. Januar 2017 ohne Verein, schloss sich während der laufenden Saison dem bulgarischen Erstligisten PFK Montana an, für den er sein Debüt am 31. März 2017 (26. Spieltag) bei der 0:2-Niederlage im Auswärtsspiel gegen Botew Plowdiw gab. Als Tabellenletzter nahm er mit seiner Mannschaft ferner an den Ausscheidungsspielen um den Verbleib in der höchsten Spielklasse sowie an den Relegationsspielen gegen die Zweit- und Drittplatzierten der 2. Liga teil. In allen Spielen wurde er eingesetzt, auch in dem entscheidenden Spiel in Runde 3 um den Verbleib in der höchsten Spielklasse. Dieses verlor er jedoch mit seiner Mannschaft mit 1:2 gegen Septemwri Sofia, das den Abstieg bedeutete.

### Vereine in Marokko, Frankreich und Luxemburg
2017 gehörte er für etwa drei Wochen dem marokkanischen Verein FAR de Rabat an, bevor er für ein Jahr dem in Khénifra ansässigen Ligakonkurrenten Chabab Atlas Khénifra angehörte. Zuletzt gehörte er vom 1. August 2018 bis 31. Dezember 2018 dem in der Botola Pro, der höchsten marokkanischen Spielklasse, zugehörigen Rapide Oued Zem an. In der Saison 2018/19 war er für Youssoufia Berrechid aktiv, bevor er nach Frankreich zurückkehrte und dort die Saison 2019/20 für den unterklassigen Verein ELAN Chevilly-Larue aus der gleichnamigen Gemeinde im Département Val-de-Marne, südlich von Paris in der Region Île-de-France spielte. Seit der Saison 2020/21 ist er für den luxemburgischen Zweitligisten FC Jeunesse Canach aktiv.

## Erfolge
- Meister der Oberliga Baden-Württemberg 2009 (mit der SG Sonnenhof Großaspach)
- WFV-Pokal-Sieger 2009 (mit der SG Sonnenhof Großaspach)

## Sonstiges
Sène, der drei Schwestern hat, verbrachte den Großteil seiner Kindheit nahe Paris. Zwischen seinem achten und seinem zehnten Lebensjahr lebte er mit seiner Mutter und den Schwestern im Senegal. Die deutsche Sprache, von der er bei seiner Ankunft im Sommer 2007 noch keine Kenntnisse besaß, erlernte Sène innerhalb von 20 Monaten. Sein Vater ist der ehemalige senegalesische Nationalspieler Oumar Sène.